# ビバリーヒルズ・コップ3
『ビバリーヒルズ・コップ3』（Beverly Hills Cop III）は、1994年のアメリカ映画。アクション映画『ビバリーヒルズ・コップ』シリーズの3作目。

## 概要
この映画では映画監督のジョージ・ルーカス、ジョー・ダンテ、アーサー・ヒラー、バーベット・シュローダー、ジョン・シングルトン、俳優のデンゼル・ワシントン、音楽関係者のアル・グリーン、ロバート・シャーマン、ストップモーションアニメーターのレイ・ハリーハウゼンなどの各界の著名な人物がカメオ出演している。
評価が高くヒットした前2作とは対照的に、北米での興行成績は製作費を下回り、作品および監督はゴールデンラズベリー賞にノミネートされた。エディ・マーフィ本人も本作への不満を顕にしている。
また本作の中で登場するエイリアンの襲撃によって地下鉄が破壊される遊園地のアトラクションはユニバーサル・スタジオ・ハリウッド内に実在するアトラクションであり、スタジオツアーの中の地震によって地下鉄が破壊される特撮映像を見せるアトラクションをエイリアンに置き換えて流用されたものである。

## ストーリー
デトロイト市警察の刑事アクセル・フォーリーと上司のトッド警部は自動車盗難・部品故買事件を追っていたが、犯人のアジトには別の犯罪グループがおり、トッドはそのグループの主犯に撃たれて殉職する。アクセルは犯人を追跡するが、シークレットサービスの特別捜査官フルブライトに追跡を妨害されたあげく、「シークレットサービスが追っている犯人だから」として捜査を止めるように命令される。トッドの葬儀が終わったあと、アクセルはビバリーヒルズにあるテーマパーク「ワンダーワールド」のタオルが落ちていたことを突き止め、トッドの仇を討つためビバリーヒルズに向かい、連合特捜部隊（Joint Systems Interdepartmental Operational Command、JSIOC）の作戦本部副本部長（Deputy Director of Operations for JSIOC）に出世したビリーと、引退したタガートの後任フリントに協力を求める。
アクセルはフリントの紹介で、ワンダーワールドの警備責任者デウォルドと会う予定だったが「面会者リストにない」と門前払いを受ける。しかたなく入場料を支払って入園したアクセルは、場内にある関係者入口からセキュリティエリアに潜入して、警備員ジャニスと知り合う。その後通路を歩いていたアクセルは、監視カメラの映像で気づいたデウォルドに指示された警備員たちから一方的に銃撃され、地上のアトラクションに逃げ込み、そこで発生したトラブルから子供たちを救い喝采を浴びるものの、直後に警備員に捕まる。アクセルは警備部長のサンダーソンに警備員から撃たれた事を伝えるが、防犯カメラには警備員が発砲した場面が映っていなかった。そこにデウォルドが現れ、アクセルはトッドが射殺された際に見た犯人と同一人物だと気付いて殴りかかろうとするが制止され、ビリーとフリントに連れ出される。アクセルはデウォルドが出席する全米警備会社主催の表彰式にビリーとともに潜入することに決め、いったん宿泊先に戻ると、そこにはワンダーワールドの警備員ジャニスと、経営者のデイブがいた。デイブはワンダーワールドで何か悪事が行なわれていることを伝え、ワンダーワールドを設計して知り尽くしているが行方不明になった親友がメッセージを残した紙切れをアクセルに見せる。表彰式に潜入したアクセルは、武器装備品業者の出展ブースで、最初にビバリーヒルズを訪れた際に知り合ったセルジュと再会する。その後アクセルはビリーの制止を意に介せず、スピーチを披露したデウォルドを壇上で挑発するが、彼がトッド殺害をほのめかしたためふたたび殴りかかり、ビリーともども逮捕される。
逮捕されたアクセルはフルブライトに呼び出され、デウォルドの一件に関わるのをやめてデトロイトに帰るように命令される。アクセルはビリー、フリントとともにビーチに放棄されていたデウォルドの逃走車を見つけ出し、わずかな遺留物から紙幣用紙の切れ端を発見する。デウォルドが本物の紙幣用紙を使って偽造紙幣を発行していることを知ったアクセルは、ジャニスの協力を得てワンダーワールドの閉鎖区画に潜入し、紙幣の印刷現場を目撃するが、デウォルドに見付かって園内を逃走したあげく、客を巻き込むのを防ぐため逮捕される。現場に駆け付けたフルブライトに事実を伝えるが、偽造紙幣を隠蔽され、サンダーソンは来場者に配るクーポン券を印刷しているだけだと主張する。ワンダーワールドを出たアクセルはデイブと接触して、親友が残した紙切れが紙幣用紙だと気付く。しかし、デイブを尾行していたデウォルドによってデイブが撃たれ、アクセルが犯人にされる。アクセルはデイブを病院に搬送したあとでジャニスに連絡を取るが、彼女はデウォルドに捕まり、紙幣用紙を持ってワンダーワールドに来るように命令される。アクセルはビリーに連絡を取り、セルジュから展示品の銃を借りると、ひとりでワンダーワールドに向かう。
ワンダーワールドに到着したアクセルは警備司令室に連れて行かれ、デウォルドに殺されそうになる。そこにビリーが到着し、デウォルドたちと銃撃戦になる。アクセル、ビリー、そしてビリーから呼び出されたフリントの三人は園内でデウォルドの部下たちと銃撃戦を繰り広げ、アクセルは負傷しながらもデウォルドを射殺する。そこにフルブライトが現れ、「サンダーソンを逮捕した」と伝える。しかし、サンダーソンはフルブライトに射殺されており、すでにフルブライトがデウォルドの仲間だと察知していたアクセルは彼を射殺する。事件の解決後、満身創痍の三人は回復したデイブに招かれワンダーワールドの式典に参加し、アクセルをイメージした新しいキャラクター「アクセル・フォックス」の誕生を祝う。

## 登場人物
アクセル・フォーリー（Axel Foley）
演 - エディ・マーフィ
デトロイト市警察の刑事。
ビリー・ローズウッド（William "Billy" Rosewood）
演 - ジャッジ・ラインホルド
連合特捜部隊の作戦本部副本部長。
ジョン・フリント（Jon Flint）
演 - ヘクター・エリゾンド
引退したタガートの後任。商売柄、デウォルドとは旧知の関係。
エリス・デウォルド（Ellis DeWald）
演 - ティモシー・カーハート
ワンダーワールドの警備責任者。元警察官。
ジャニス（Janice Perkins）
演 - テレサ・ランドル
ワンダーワールドの警備員。サンダーソンらの悪事には気づいていない。
オーリン・サンダーソン（Orrin Sanderson）
演 - ジョン・サクソン
ワンダーランドの警備部長。
アンクル・デイブ・ソーントン（"Uncle" Dave Thornton）
演 - アラン・ヤング
ワンダーランドの経営者。
スティーヴ・フルブライト（Steve Fulbright）
演 - スティーヴン・マクハティ
シークレットサービスの特別捜査官。
ダグラス・トッド（G. Douglas Todd）
演 - ギルバート・R・ヒル
警部。犯罪グループの主犯に撃たれて殉職する。

## キャスト
| 役名                         | 俳優                                                      | 日本語吹替    | 日本語吹替 | 日本語吹替                                                                                |
| 役名                         | 俳優                                                      | ソフト版      | テレビ朝日版 （吹替補完版） | フジテレビ版                                                                              |
| ---------------------------- | --------------------------------------------------------- | ------------- | --- | ----------------------------------------------------------------------------------------- |
| アクセル・フォーリー         | エディ・マーフィ                                          | 江原正士      | 山寺宏一 | 下條アトム                                                                                |
| ビリー・ローズウッド         | ジャッジ・ラインホルド                                    | 原康義        | 井上和彦 | 牛山茂                                                                                    |
| ジョン・フリント             | ヘクター・エリゾンド                                      | 寺島幹夫      | 羽佐間道夫 | 富田耕生                                                                                  |
| エリス・デウォルド           | ティモシー・カーハート                                    | 徳丸完        | 山路和弘 | 大塚芳忠                                                                                  |
| ジャニス                     | テレサ・ランドル                                          | 種田文子      | 佐々木優子 | 沢海陽子                                                                                  |
| オーリン・サンダーソン       | ジョン・サクソン                                          | 糸博          | 土師孝也 | 小川真司                                                                                  |
| アンクル・デイブ・ソーントン | アラン・ヤング                                            | 伊井篤史      | 石森達幸 | 上田敏也                                                                                  |
| スティーヴ・フルブライト     | スティーヴン・マクハティ                                  | 池田勝        | 手塚秀彰 | 千田光男                                                                                  |
| セルジュ                     | ブロンソン・ピンチョット                                  | 堀内賢雄      | 中村秀利 （佐藤せつじ） | 田原アルノ                                                                                |
| ダグラス・トッド警部         | ギルバート・R・ヒル                                       | 伊井篤史      | 田中信夫 | 小島敏彦                                                                                  |
| レヴィン                     | ジョン・テニー                                            | 小野健一      | | 小室正幸                                                                                  |
| ジオリト                     | ジョーイ・トラボルタ                                      | 岩田安生      | | 秋元羊介                                                                                  |
| ボビー                       | フレッド・アスパラガス                                    | 島香裕        | | 塩屋浩三                                                                                  |
| スネーク                     | ルイス・ロンバルディ                                      | 広瀬正志      | | 宝亀克寿                                                                                  |
| キンブロー                   | グレゴリー・マッキニー                                    | 辻親八        | | 星野充昭                                                                                  |
| ロンディ                     | フォリー・スミス                                          | 広瀬正志      | | 樫井笙人                                                                                  |
| ニュースキャスター           | ジェリー・ダンフィ                                        | 峰恵研        | | 石波義人                                                                                  |
| トッド夫人                   | ハティ・ウィンストン                                      | 中澤やよい    | | [ 注 2 ]                                                                                  |
| チケット販売員               | トレイシー・メルヒオール                                  | 氷上恭子      | | 岡村明美                                                                                  |
| 遊園地の客                   | ジョージ・ルーカス                                        |               | |                                                                                           |
| サンダーソンの秘書           | エレイン・ケイガン                                        | 有馬瑞香      | | 金野恵子                                                                                  |
| 看守                         | ジョー・ダンテ                                            | 大川透        | | 大川透                                                                                    |
| 消防士                       | ジョン・シングルトン                                      | 入江崇史      | | 小室正幸                                                                                  |
| 役不明またはその他           |                                                           |               | 後藤敦 幹本雄之 小野健一 伊藤栄次 水原リン 湯屋敦子 寺内よりえ 吉田美保 北川勝博 中村雄一 中博史 金子由之 津村まこと 増田ゆき 鳥畑洋人 堀川仁 | 中田和宏 古田信幸 中博史 長島雄一 神代知衣 定岡小百合 亀井芳子 本井えみ 水田わさび 桜澤凛 |
|                              |                                                           |               | |                                                                                           |
| 演出                         |                                                           | 向山宏志      | 蕨南勝之 | 伊達康将                                                                                  |
| 翻訳                         | 戸田奈津子（ソフト版字幕） 佐藤恵子（BSプレミアム版字幕） | 岩佐幸子      | 岩本令 （野口尊子） | 栗原とみ子                                                                                |
| 調整                         |                                                           | 荒井孝        | 荒井孝 | 荒井孝                                                                                    |
| 効果                         |                                                           |               | リレーション |                                                                                           |
| 録音                         |                                                           | 荒井孝        | |                                                                                           |
| 編集協力                     |                                                           |               | 箭内克彦 長谷川健次 IMAGICA |                                                                                           |
| 担当                         |                                                           |               | 濱田千佳 福吉健 | 山形淳二                                                                                  |
| プロデューサー               |                                                           |               | シュレック・ヘドウィック |                                                                                           |
| 制作協力                     |                                                           |               | 清宮正希 畑有希子 |                                                                                           |
| 制作進行                     |                                                           | 小柳剛 関朝美 | |                                                                                           |
| 制作                         |                                                           | 東北新社      | 東北新社 | 東北新社                                                                                  |
| 初回放送                     |                                                           |               | 1997年10月5日 『日曜洋画劇場』 | 2000年4月29日 『ゴールデン洋画劇場』                                                      |

- テレビ朝日版は2017年12月7日にWOWOWで放送される際、地上波放送時にカットされた部分を追加録音した「吹替補完版」が放送された。その際、故人の声優が担当していた箇所は別の声優が代役を務めている[4]。

※日本語吹替は上記のものの他、優希比呂が出演したものが存在する。

## スタッフ
- 監督：ジョン・ランディス
- 製作総指揮：マーク・リプスキー
- 製作：メイス・ニューフェルド、ロバート・レーメ
- 脚本：スティーヴン・E・デ・スーザ
- 撮影：マック・アールバーグ
- 音楽：ナイル・ロジャース

## 地上波放送履歴
| 回数  | テレビ局   | 番組名             | 放送日        | 吹替版       |  |
| ----- | ---------- | ------------------ | ------------- | ------------ |  |
| 初回  | テレビ朝日 | 日曜洋画劇場       | 1997年10月5日 | テレビ朝日版 |  |
| 2回目 | フジテレビ | ゴールデン洋画劇場 | 2000年4月29日 | フジテレビ版 |  |
| 3回目 | テレビ朝日 | 日曜洋画劇場       | 2001年9月16日 | テレビ朝日版 |  |
| 4回目 | テレビ朝日 | 日曜洋画劇場       | 2003年4月6日  | テレビ朝日版 |  |
| 5回目 | テレビ朝日 | 日曜洋画劇場       | 2006年3月26日 | テレビ朝日版 |  |
| 6回目 | テレビ東京 | 午後のロードショー | 2019年1月25日 | フジテレビ版 |  |
| 7回目 | 関西テレビ |                    | 2020年4月26日 | フジテレビ版 |  |
| 8回目 | テレビ東京 | 午後のロードショー | 2022年3月17日 | フジテレビ版 |  |

## 受賞/ノミネート
- 第15回ゴールデンラズベリー賞
  - ノミネート：最低監督賞 - ジョン・ランディス
  - ノミネート：リメイク・続編賞

- 第17回スティンカーズ最悪映画賞
  - ノミネート：【最悪の続編】部門